# Lagermax
Lagermax este un grup austriac care este specializat în transportul FTL/LTL și într-o serie de alte servicii conectate la rețele europene, fiind axat pe livrarea pieselor pentru companii din industria auto, cum ar fi Honda, Mazda, Scania, Ford, Land Rover, Jaguar, Volkswagen.